# Хавријил Костељник
Хавријил Костељник (русин. и укр. Гавриїл Костельник; Бачки Крстур, 15. јун 1886 – Лавов, 20. септембар 1948) био је гркокатолички, а потом православни свештеник, који се бавио просветним, богословским и књижевним радом.
Био је доктор теологије и један од најзначајнијих русинских (по пореклу), односно украјинских (по опредељењу) књижевника и лингвиста са подручја данашње Србије. Потицао је из русинске породице, али је током богословских студија у Лавову пристао уз украјински национални покрет, прихвативши украјински национални идентитет, о чему је 1935. године написао и посебан рад под насловом: "Зашто сам постао Украјинац?" (укр. Чом сом постал Українєц?). Највећи део радног века провео је у Галицији, а непосредно по окончању Другог светског рата (1945) преобратио се са гркокатолицизма на православље, ступивши под окриље канонске Украјинске православне цркве, која делује у саставу Московске патријаршије. Страдао је у атентату, под неразјашњеним околностима.
Иако је његов живот и рад био испуњен поменутим противречностима, које су се испољавале на националном и верском плану, Костељниково књижевно стваралаштво се данас поштује у обе заједнице, како међу Русинима (од којих је потекао), тако и међу Украјинцима (којима се придружио).

## Биографија
Рођен је 15. јуна 1886. године у тадашњем Бачком Крстуру (данашњи Руски Крстур). Шест разреда основне школе завршава у родном месту, прва два разреда гимназије у Винковцима, а трећи и четврти у Загребу. 1906. године се уписује на Теолошки факултет у Загребу, а већ 1907. га тадашњи префект гркокатоличког семеништа у Загребу др Дионизиј Њаради (Дионизий Няради) шаље на студије богословије у Љвов, које завршава 1911. године.
Почео је да пише још као гимназијалац. 1904. издаје о властитом трошку књижицу Идилични венац „Из мога села“ (Идилски венєц „З мойого валала“).
Пошто је завршио богословске студије у Љвову, већ је био под јурисдикцијом љвовске епископије, иако му епископ крижевачке епископије Јулиј Дрохобецки (Юлий Дрогобецки) није дао дозволу да пређе у другу епископију. Митрополит Андриј Шептицки (Андрий Шептицки) га шаље на постдипломске студије у Фрајбург у Швајцарској. Тамо Костељник 1913. године брани докторску дисертацију „О основним начелим спознања“, коју исте године објављује у Љвову на латинском језику (De Principilis Cognitions Fundamentalibus, Leopoll, 1913).
Од 1910. године, Костељник пише и објављује радове и на украјинском језику. Године 1915. девет месеци живи у Руском Крстуру, где је био на положају другог капелана, који је и за њега установљен. Своје слободно време проводи у архиви парохије Руског Крстура и резултат тог рада је рукопис „"Liber Memorabilium" гркокатоличке парохије Бачкрстурске“ ("Liber Memorabilium" гр. кат. парохиї Бачкерестурскей).
1918. године објављује своју прву књигу на украјинском „Устани, Украјино“ (Встань Україно), посвећену новонасталој украјинској држави. Од 1920. предаје филозофске дисциплине на духовном семеништу у Љвову и постаје уредник часописа „Нива“ (Нива), органа гркокатоличког свештенства љвовске епархије.
1923. године издаје прву у историји граматику западнорусинског језика под називом Граматика бачванско-сремског говора (Ґраматика бачванскосримскей бешеди). У следећих неколико година објављује књигу Песма Богу (Пiсня Богови), драму за децу Ка Христу (Ґу Христови) и драму Јефтајева ћерка (Єфтайова дзивка).
1925. године посећује Рим и тада почиње његово премеравање и несигурност у питањима идеологије Рима и историјске основе унијаћења, које је Костељник видео као историјски субјект који је зближио источну и западну цркву, а не као субјекат и пут денационализације Русина, што је најчешће била, захваљујући властима католичких држава у којима су Русини живели. Нападан због својих ставова о црквеној организацији и идеологији, као и о великм доктринарним питањима, 1929. је приморан да напусти функције у „Ниви“, а забрањено му је и да предаје на богословији где је предавао логику, етику, историју грчке филозофије, псхологију и психологију вере.
Заједно са другим украјинским гркокатоличким свештеницма учествовао је на Љвовском Сабору из 1946, када је одлучено да се Украјинска Грко-католичка Црква присаједини Руској православној Цркви. Као јарки противник Рима, Костељник је био постављен на чело Љвовске епархије до избора новог, православног епископа. Учествовао је у прославама поводом 500. годишњице аутокефалности Руске православне Црквве
Костељник је убијен 20. септембра 1948. после одслужене литургије, испред свог дома. Од почетка су за убиство сумњичени украјински националисти, наводно због тога што је прихватио руску Цркву.
према чланку на сајту школе „Петро Кузмјак“ из Руског Крстура

## Литерарно стваралаштво
Писао је на русинском, украјинском, српскохрватском, пољском, немачком и латинском језику.

### Поезија
- Баладе и романце, Загреб 1907.
- Горске симфоније (Жумберак), Загреб 1912.
- Тренуци, у часопису "Просвјета", Загреб за 1912. годину
- З мойого валала на русинском, Жовква 1904. Прва књига штампана на русинском језику
- Препасц винїци на русинском, објављена у Русинском Календару за 1924. годину
- Встань Україно! на украјинском, Лавов 1917. Збирка патриотских песама
- Помершій донечці, на украјинском, Лавов 1921.
- Писня Богові, на украјинском, Лавов 1921, песма је преведена на немачки и на хрватски језик
- Искри на русинском, штампано у часопису „Дзвони” за 1932-33 годину

Осим набројаних, објављиване су разне песме на русинском, украјинском или хрватском језику у часописима, календарима и алманасима

### Драме
- Єфтайова дзивка, трагедија у пет чинова, Сремски Карловци 1924. на русинском језику
- Ґу Христови, божићна драма за децу у три чина, објављена у „Русинском календару за 1923. годину”.

Ова драма је прерађена и на украјинском језику објављена 1934. године под насловом До Вифлеєму.

### Проза
- Давни пайташки, 1922, на русинском језику
- Смутна ґдовица, 1927, на русинском језику
- Кредла и Кредланя, 1927, на русинском језику
- Конї гуторя, 1928, на русинском језику
- Валалски чловек... 1928, на русинском језику
- Муша буц черкотки, 1931, на русинском језику
- Дїдо тутор... 1933, на русинском језику
- Агафия, старого попа дзивка, 1934, на русинском језику
- Незвичайна доля, 1919, на украјинском језику
- Сотнар вугля, 1920, на украјинском језику
- Кінь мізантроп, 1916. на украјинском језику
- У відгомин церкві, 1929. на украјинском језику
- Христови спокуси, 1926, на украјинском језику
- Цар над соняшниками, 1934. на украјинском језику
- Когутики піють на славу Божу, 1934. на украјинском језику
- Великі люди з біблійного музею, 1924, на украјинском језику, 6 прича
- Зі Львова до Риму - путопис на украјинском језику, 1925.
- По Италії - путопис на украјинском језику, 1927.
- Через давню Угорщину - путопис на украјинском језику, 1930.

### Литерарна критика
- Смрт Смаил-аге Ченгића, први део, анализа Мажуранићевог епа, штампана у часопису „Луч”
- Т. Шевченко з етично-религійного становища, издато 1910. године у Лавову на украјинском језику
- Ломання душі, критика тојице великих украјинских песника: Ивана Франка, Володимира Виниченка и ПавлаТичине, објављена 1923. на украјинском језику
- Пан Тадеуш, критика најпознатијег дела пољског књижевника Мицкевича, објављена1928. године
- Нєдоля велького автора, анализа књиге Каминског, 1929. на русинском језику
- У відповидь проф. Ст. Смольці, критика на књигу нем. Die russische Welt, пољског књижевника Станислава Смолке, 1917. на украјинском језику
- Книга проповідника, критичка анализа библијске књиге цара Соломона на украјинском језику[8]

Објављиване су и друге литерарне критике у разним часописима

### Дела из области богословско-религијских и црквено-обредних питања
- Спір про епиклезу між сходом і заходом, на украјинском језику, књига објављена у Лавову 1928. године. Због различитих теолошких ставова између теолога источне и западне цркве, ова књига је изазвала многе коментаре, чак је Костељник био приморан да се одрекне катедре професора на украјинској Богословској Академији у Лавову и од 1931. више не предаје на њој.
- Христіянська апольоґетика, на украјинском језику, Лавов 1925. Књига је постала гимназијски уџбеник.
- Психольоґія віри, на украјинском језику 1927.
- День Тайної вечери, на украјинском језику, 1928.
- Прольог до віри в триєдиного Бога, на украјинском језику 1932, објављено у „Ниви”
- Сотворення, на украјинском језику 1923, објављено у „Ниви”
- Моральне зло, на украјинском језику 1925. објављено у „Ниви”.
- Мамона неправди, на украјинском језику, 1929, објављено у „Ниви”
- Народна чи вселеньска Церква? на украјинском језику, Лавов 1923.
- Релиґіній талан, на украјинском језику објављено 1930. у часопису „Діло”
- „Царство небесне” у Євангелію, на украјинском језику, објављено у „Ниви”,1930. године
- Свої не приняли Його на украјинском језику, објављено у „Ниви” 1930. као критика на књигу о Исусу Христу коју је написао проф. О. Клавзнер
- Дух фарисеїзму на украјинском језику, објављено у „Ниви” 1931.
- А я вам кажу, щоб ви зовсім не клялися, на украјинском језику, објављено у „Ниви” 1931.године
- Коротка аналіза Господ. молитви, на украјинском језику, објављено у „Ниви” 1928.
- Надзмисловий світ, на украјинском језику, објављено у „Ниви” 1927.
- З велїкої пятниці на украјинском језику, објављено у „Ниви” 1926.
- Зайві натягання св. Письма на украјинском језику, објављено у „Ниви” 1927.
- Найновіша „вчена” верзія про Христове вокресення, на украјинском језику, објављено у „Ниви” 1933.
- Нова доба нашої церкви на украјинском језику, објављено у часопису „Діло” 1926.
- Проповіди до радія, на украјинском језику, објављено у „Ниви” 1933. године
- Стояння и клячання в Церкві, на украјинском језику, објављено у „Ниви” 1928.
- Дві унії, објављено 1926. године у украјинском часопису „Діло” и у хрватском часопису „Католички лист”
- Доля Унії, на украјинском језику, објављивано у „Ниви” 1924-1925-1927. године
- лат. Respice finem објављено 1924. године у „Ниви” а критикује целибат у свештенству

Као уредник часописа „Нива”, објављивао је чланке и под псеудонимима.

### Радови из филозофије, социологије, историје и филологије
- лат. De principiis cognitionis fundamentalibus на латинском језику, 1913.
- Три розправи про пізнання, на украјинском језику, објављено у Жовкви 1925.
- Становище христіяньскої фільософії, на украјинском језику, објављено у часопису „Діло”, 1931.
- Зародкова душа, Лавов 1931.
- Ґенеза мужеского и жіночого полу, на украјинском језику, објављено у Лавову 1933. године
- Становище й похождення людини, критика Дарвинове теорије еволуције на украјинском језику, објављена 1935.
- Поняття неґації і нічого, на украјинском, објављено у Алманаху украјинских богослова 1914. године
- Границі вселенної, на украјинском, Лавов 1924.
- нем. Das Prinzip der Identität Grundlage aller Schlüsse на немачком, Лавов 1929.
- лат. Ordo logicus, на латинском, Лавов 1931.
- Поняття матерії в старинних атомістів и в нинішній фізици, на украјинском, Лавов 1932.
- Матерія і дух, на украјинском, Лавов 1934.
- Світ як вічна школа, филозофско-поетска разматрања на украјинском језику
- Границі демократизму, на украјинском језику, Лавов 1919.
- Христіянство і демократизм, на украјинском језику, Лавов 1918.
- Новочасний націоналізм, на украјинском језику објављено у часопису „Мета” 1932. године
- Наполеон і Сталін, на украјинском језику објављено у часопису „Мета” 1933. године
- Большевизм - новітний кльовн христіянства, на украјинском језику, објављено у „Ниви” 1929.
- Большевицька інквизиція, на украјинском језику, објављено у часопису „Діло” 1930. године
- История Крижівскей епархії, на украјинском језику, објављено у „Ниви” 1932—1933. године
- Ґраматика бачванско-рускей бешеди, на русинском језику објављена 1923. године у Сремским Карловцима[8]